# グッドウッド作戦 (1944年8月)
「グッドウッド作戦」（英語: Operation Goodwood）は、1944年8月末に占領下ノルウェーのコーフィヨルドを錨地としていたドイツ海軍戦艦ティルピッツに対して遂行された、イギリス海軍空母による一連の航空攻撃である。ティルピッツに損傷を与え、あるいは撃沈し、連合軍の海路輸送に及ぼしていた脅威を排除する目的で本国艦隊（Home Fleet）によって1944年に行われた数度の攻撃の、最後となるものであった。それまでにイギリス艦隊航空隊がコーフィヨルドへ行った攻撃は、単独の空襲に留まるものであった。グッドウッド作戦においては1週間の間に数度の攻撃が行われた。これらの攻撃でドイツ軍の手強い防御力を摩滅させることを、イギリス海軍は期待していた。
イギリス艦隊は8月18日に基地を出発し、コーフィヨルドに対する最初の攻撃を8月22日の朝に行った。この攻撃は失敗し、また午後の小規模な攻撃はほとんど損害を与えなかった。8月24日と29日に攻撃が行われ、これらもまた失敗であった。8月24日の空襲の間にティルピッツは2発の爆弾を被ったものの、いずれも大きな損害をもたらすものではなかった。イギリス軍はグッドウッド作戦において、全原因から17機の航空機を失い、1隻のフリゲート艦を潜水艦に沈められ、また1隻の護衛空母が重大な損傷を受けた。ドイツ軍戦力は12機の航空機喪失と7隻の船舶への損傷を被った。
1944年8月末に、ティルピッツ攻撃の責務はイギリス空軍へと移管された。9月から10月にかけて行われた重爆撃機による3度の空襲で、戦艦はまず動きが取れなくなり、次いで沈没した。歴史家はグッドウッド作戦をイギリス艦隊航空隊にとっての大きな失敗と見ており、隊の航空機や装備における欠点がその結果に繋がったとしている。

## 背景

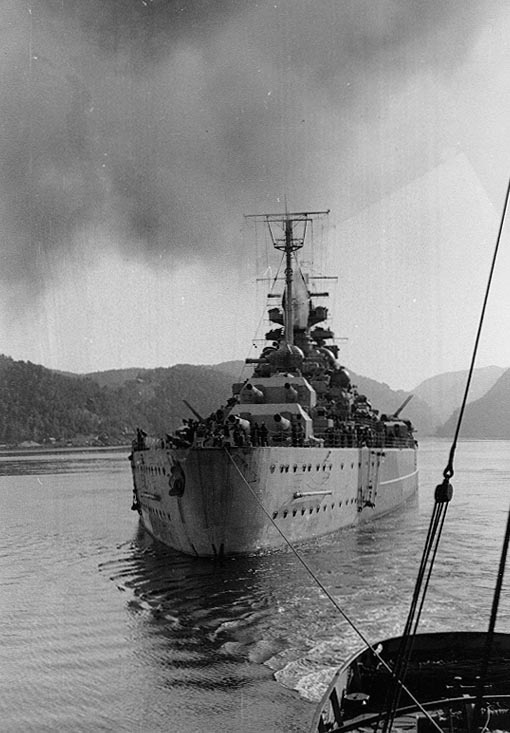
ノルウェー沿岸で撮影されたティルピッツ。

1942年初頭よりティルピッツは、ノルウェー海を通過してソビエト連邦へ物資を輸送する連合軍輸送船団に重大な脅威を及ぼしていた。ノルウェー沿岸部のフィヨルドに停留するこの戦艦は、北洋輸送船団に割り当てられた近接護衛用の戦力を圧倒し、あるいは北大西洋へ進出する能力を備えていた。脅威に対抗するため、連合軍はイギリス本国艦隊に強力な軍艦の部隊を維持する必要があり、またソビエト連邦に向かう輸送船団のほとんどには、その航路の一部で主力艦が同道していた。
数度の航空・海洋攻撃がティルピッツに対して、1942年と1943年に敢行された。1942年3月6日には空母HMSヴィクトリアスから飛び立った雷撃機が、PQ-12輸送船団を遮ろうとしている戦艦へ攻撃を加えたものの、直撃を記録しなかった。イギリス空軍とソビエト空軍の爆撃機も、1942年から1943年にかけて数度に渡り停泊地のティルピッツへの攻撃を試みたものの、損害を与えることに失敗した。1943年9月23日には2隻のイギリス海軍のX級潜水艦が「ソース作戦」の間に、ノルウェー北部のコーフィヨルドにあった戦艦の主停泊地周辺の防衛網を突破し、艦の喫水線下に爆発物を設置した。この攻撃はティルピッツに広範な損害をもたらして、6カ月に渡り任務から離脱させた。

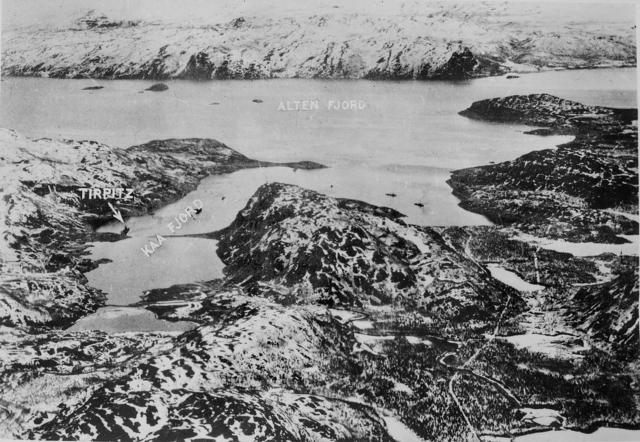
コーフィヨルドに停泊するティルピッツ（左側の、矢印で示された艦）の航空写真。（1943年5月）

ソース作戦を受けて、ティルピッツを攻撃する任務は本国艦隊の空母に割り当てられた。準備の数か月間に次いで、20機のフェアリー・バラクーダ急降下爆撃機を40機の戦闘機が護衛する2個打撃部隊が参画した攻撃（「タングステン作戦」）が1944年4月3日に行われて成功した。この作戦でティルピッツの乗組員が多数の死傷者を出した一方で、戦艦は大きな損傷を受けなかった。それでもなお、艦は修理が完了するまでに更なる数か月間を任務から外されていた。
本国艦隊は1944年4月から7月にかけてさらに4度のティルピッツ攻撃を敢行したが、戦艦はこれらの中で最後の作戦において攻撃を浴びたのみであった。本国艦隊の航空要員の多数がタングステン作戦の後に他部隊へ異動したことで、代替の航空要員が経験において下回っていた点から攻撃は妨げを被った。最初の攻撃（「プラネット作戦」）は4月21日に開始されたが、コーフィヨルド近くに位置していた諜報員が目標地域における悪天候を知らせてきたことで、3日後に中止となった。本国艦隊は5月中旬に、「ブローン作戦」とされたティルピッツ再攻撃のために洋上へ出た。27機のバラクーダをヴォート・F4Uコルセアとスーパーマリン・シーファイアが護衛する打撃部隊が5月15日に空母HMSフューリアスとHMSヴィクトリアスから発艦したものの、コーフィヨルド上空で厚い雲に遭遇し、攻撃を行わずに帰艦した。次の攻撃「タイガー・クロー作戦」は5月末に開始されたものの、当月28日に悪天候によって中止された。続く攻撃（「マスコット作戦」）は7月の半ば、ノルマンディー上陸作戦に向けて船舶を明け渡すために1944年4月以降は中断されていた北洋輸送航路が再開される前に、時期を合わされた。44機のバラクーダと40機の戦闘機からなる打撃部隊が7月17日に派遣されて目標地域に到達したものの、防御用煙幕に覆い隠されたティルピッツに遭遇し、攻撃は戦艦にいかなる損害も与えられなかった。

## 準備
「マスコット作戦」の後の数週間に、ティルピッツは発動されうる戦闘作戦への準備を続けた。アルタフィヨルドの待避水域における試行を経て、艦は7月31日と8月1日にかけて、護衛駆逐艦群とともに訓練を行うため出航した。既に強固であった地域の防衛網を向上させるため、コーフィヨルド周辺には追加の煙幕発生装置もまた設置された。以上のような活動が間諜から報告され、イギリス海軍本部はそれらを、ティルピッツが連合軍の輸送船団に対する襲撃のために準備されているという意味に解釈した。この脅威に対する防衛のため、戦艦に対してコーフィヨルドの停泊地において、次に一連の北洋輸送船団が派遣される時期に更なる攻撃を敢行する決定がなされた。実際にはドイツ海軍は、ティルピッツが出航すれば優勢な連合軍の海洋・航空戦力の前に非常に脆弱な存在となるであろうことから、艦を攻勢に利用する計画は持っていなかった。むしろ当の戦艦は、連合軍の軍艦や航空機を釘づけにするために配備を維持されていた。
マスコット作戦の失敗は本国艦隊の司令官サー・ヘンリー・ムーア提督に、イギリス艦隊航空隊の主力攻撃機であるフェアリー・バラクーダ急降下爆撃機はコーフィヨルドに対する作戦に適していないと確信させた。バラクーダは低速で、ドイツ側が襲撃を探知してからバラクーダが目標地域上空へ到達するまでに、コーフィヨルドの防衛側がティルピッツを煙幕で覆い隠すのに充分な時間があるので、このような航空機を用いた更なる攻撃は無益であろうとムーアは結論づけた。しかしながら、48時間の間にバラクーダでコーフィヨルドを反復攻撃することでドイツ軍の防衛を摩滅させ、ティルピッツの防御煙幕用の燃料供給を枯渇させられるのではないかと海軍本部は判定した。高速で長距離を飛行するデ・ハビランド・モスキート爆撃機を空母から発艦させて奇襲の達成を試みるという研究もなされたものの、このような陸上飛行機のいずれも、連合軍によるドイツ空襲への支援任務から振り向けることができなかった。懸念を抱きながらも、ムーアはティルピッツ攻撃の新たな試みに同意した。
海軍本部から提案されたように、ムーアのコーフィヨルドへの再攻撃計画は本国艦隊の航空機が数日に渡って地区を攻撃するという内容であった。これまでの攻撃に関わった戦闘機がドイツ軍の防御に対して、バラクーダに及ぼす脅威を低下させるためその機銃を用いた掃射を行うに留まっていたところ、これらの機の一部を「グッドウッド作戦」で急降下爆撃機として用いる決定がなされた。準備として、攻撃参加のために選ばれたコルセアの2個飛行中隊とグラマン・F6Fヘルキャットの1個飛行中隊が、マスコット作戦とグッドウッド作戦の間に急降下爆撃戦法の訓練を受けた。計画のもう一つの新機軸が、艦隊航空隊の航空機を利用してティルピッツの近くとコーフィヨルドの入り口に機雷を投下するという決定であった。戦艦近くに投下される機雷は時限信管を装着することになっており、このような仕掛けの起爆でティルピッツの艦長に安全性が高い水域への戦艦の移動を試みさせて、フィヨルド入り口の機雷原を通過させるという思惑があった。グッドウッド作戦に先立つ時期、艦隊航空隊の各飛行隊はスコットランド北部のエリボール入江にある射爆場を利用して訓練を行った。この地域の地勢はコーフィヨルド周辺と比較しうるものであり、入江はタングステン作戦に向けた準備の一環としても同目的で利用されていた。

## 対峙する戦力

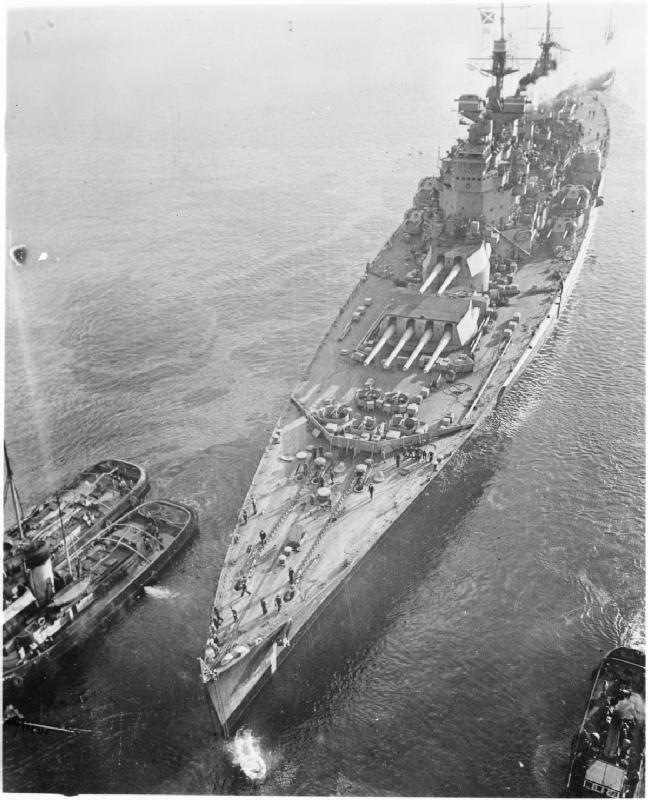
ロサイス（スコットランド）の乾ドックを離れる、HMSデューク・オブ・ヨーク。

「グッドウッド作戦」の攻撃艦隊は3群に分割された。ムーア提督は戦艦HMSデューク・オブ・ヨークに乗り込み、艦はHMSインディファティガブル（第1巡洋艦戦隊の司令官ロデリック・マクリガー少将の旗艦）・HMSフォーミダブル・HMSフューリアスの艦隊空母、また2隻の巡洋艦と14隻の駆逐艦とともに行動した。第2の部隊はHMSネイボブとHMSトランペッターの護衛空母、巡洋艦HMSケントとフリゲート艦の一団から構成されていた。2隻の艦隊給油船に4隻のコルベット艦が随伴し、2攻撃群を支援するために分かれて航行した。

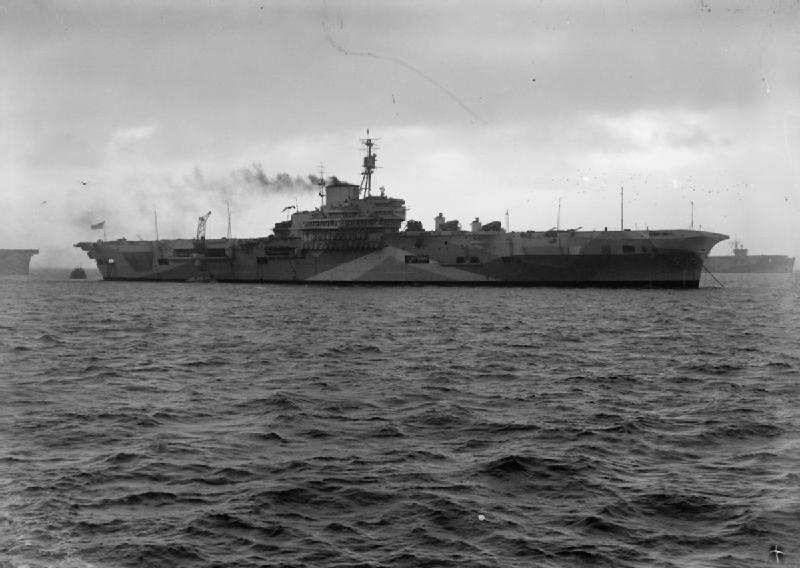
HMSインディファティガブル。

各航空母艦は戦争のこの時期までに編成された、最大規模のイギリス艦隊航空隊の航空戦力を搭載していた。主要な打撃戦力は第820・826・827・828海軍飛行中隊に割り当てられ、3隻の艦隊空母で運用される35機のバラクーダであった。第6海軍戦闘航空団からの2部隊、第1841・1842海軍飛行中隊が、フォーミダブルから30機のコルセアを飛行させた。合計で48機のシーファイアが第801・880・887・894海軍飛行中隊に割り当てられ、インディファティガブルとフューリアスに搭乗した。加えて、第1770・1840海軍飛行中隊がそれぞれに12機のフェアリー・ファイアフライと12機のヘルキャット戦闘機をインディファティガブルで運用した。2隻の護衛空母は合計で20機のグラマン・TBFアヴェンジャー（グッドウッド作戦で機雷投下部分の任務を負っていた）と8機のグラマン・F4Fワイルドキャット戦闘機を搭載していた。これらの航空機はトランペッターに搭乗した第846海軍飛行中隊と、ネイボブ上の第852海軍飛行中隊とに分割されていた。
コーフィヨルドのティルピッツ停泊地は固く防衛されていた。「タングステン作戦」に先立って11箇所の対空砲、数隻の対空用艦船、そしてティルピッツを航空機から隠す能力を備えた煙幕発生器の仕組みがフィヨルド周辺に配備されていた。攻撃後には追加のレーダ―基地と監視所が設けられ、煙幕発生器の数が増やされた。ティルピッツの対空防御は20ミリメートル（0.79インチ）・カノン砲の追加、航空機攻撃への使用が可能となるように改良された150ミリ（5.9インチ）砲、また380ミリ（15インチ）主砲への対空用砲弾の供給で強化された。ドイツ空軍（Luftwaffe）はコーフィヨルド近傍の飛行場にほとんど航空機を駐留させておらず、またそれらの作戦行動は燃料の欠乏で抑えられていた。

## 攻撃

### 8月22日

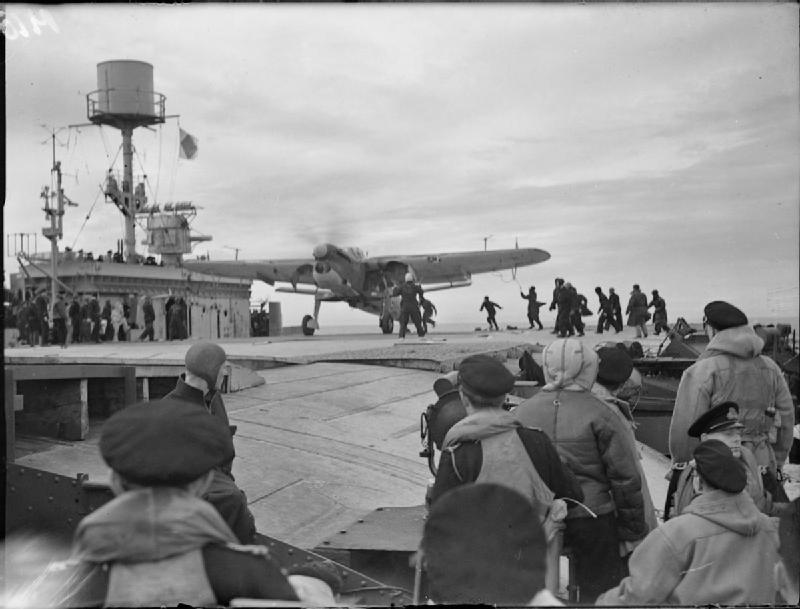
グッドウッド作戦で、HMSフューリアスに帰投するバラクーダ（第827海軍飛行中隊所属）。（1944年）

「グッドウッド作戦」の攻撃部隊は8月18日に出航した。作戦の時機は本国艦隊が一方で、8月15日にソビエト連邦に向けてスコットランドを発ったJW-59輸送船団を防衛できるように設定されていた。波乱のない北路行の後、攻撃部隊は8月20日にノルウェー沖へ到着した。コーフィヨルドへの最初の攻撃は8月21日に行われる計画であったが、その日の天候は航空作戦には不適で、ムーアは24時間の延期を決めた。ドイツ軍はイギリス艦隊の存在に対して、空母からの無線通信が探知されたことで8月21日に初めて警戒体制を敷いた。
コーフィヨルドに対する最初の攻撃は8月22日に開始された。低く垂れこめた雲により飛行条件が厳しい中で、配下の数隻が燃料に不足を来し始めており、程なくして給油のためノルウェーから離れる必要が生じるであろうことから、ムーアはこの日の攻撃を決定した。午前11時に32機のバラクーダ、24機のコルセア、11機のファイアフライ、9機のヘルキャット、8機のシーファイアで構成された部隊が3隻の艦隊空母から発艦した。アヴェンジャーは曇天が任務の遂行に不適であったことで派遣されなかった。利用可能な機雷がほとんどなく、またアヴェンジャーはそのような装備を運びながらの安全な着艦ができず、航空機がティルピッツを見出せなければ計画における機雷投下の段階は失敗することになり、装備を海に投棄する必要が生じるのであった。
攻撃部隊が沿岸へ近づくにつれて、コーフィヨルド近傍の丘陵を覆っている厚い雲が認められた。雲が正確な爆撃を阻んだので、バラクーダとコルセアは攻撃を行わないままに空母へと帰投した。ヘルキャットとファイアフライの戦闘機部隊はなお進み、雲底の下のフィヨルドへ差し掛かった。これらの航空機群は奇襲を達成し、コーフィヨルド到達時にティルピッツは煙幕で覆われてはいなかった。ファイアフライは12時49分に攻撃を開始し、ティルピッツ上と周囲のドイツ軍対空砲への機銃掃射を行った。2分後、9機のヘルキャットが戦艦を500ポンド（230キログラム）爆弾で攻撃したが、直撃は1発も達成しなかった。攻撃部隊が空母へと帰投する際にはブクタ港で2機のティルピッツの水上飛行機を破壊しており、またハンメルフェストで潜水艦U-965に大きな損害を与えていた。ハンメルフェストの北のインゴイでは3機のヘルキャットがドイツ軍の無線通信所を機銃掃射した。攻撃は通信所建物を炎上させ、アンテナを損傷させた。8機のシーファイアがバナク地区と近傍の水上機基地を陽動攻撃し、5機のドイツ軍水上機を破壊した。3機のイギリス軍機が、8月22日朝の攻撃で失われた。1機のヘルキャットと1機のシーファイアが撃墜され、バラクーダの1機は帰投飛行の間に海への不時着水を余儀なくされたものであった。

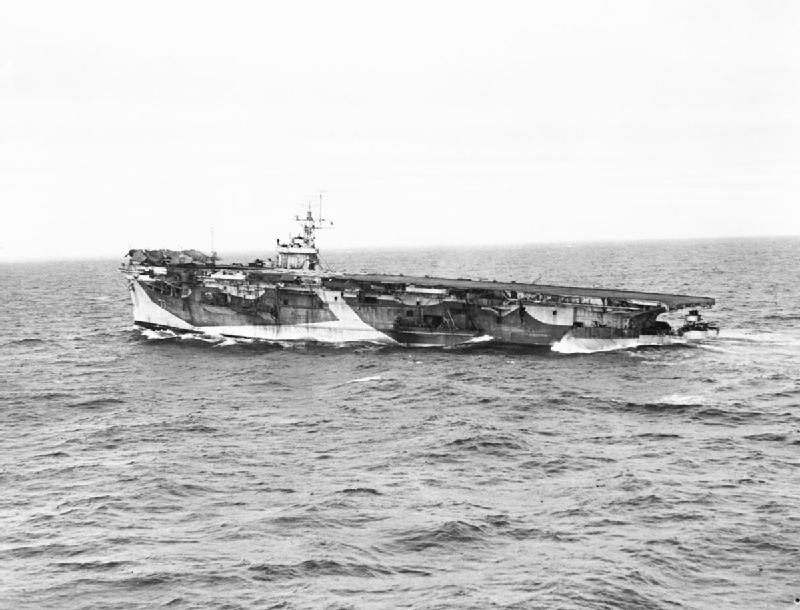
8月22日に雷撃を受けた後のHMSネイボブ。艦尾が艦首よりもはるかに水中へ沈んでいる。（1944年）

打撃部隊が回収された後に、本国艦隊の大半は給油のためノルウェー沿岸から離れた。フォーミダブル、フューリアス、2隻の巡洋艦と数隻の駆逐艦からなる1群は2隻の給油艦に向けて進路を取り、護衛空母の1群は空母群がその随伴部隊に給油できるように後に控えた。17時25分、ネイボブは潜水艦U-354から放たれた魚雷を浴びた。護衛空母は深刻な被害を被り21名が戦死したものの、限定的な航空作戦を続行することは可能であった。程なくして、U-354はフリゲート艦のHMSビッカートンがネイボブを攻撃した側を捜索しているところを雷撃した。ネイボブはこの晩にスカパ・フローの本国艦隊基地への帰投を余儀なくされ、トランペッターと1隻の巡洋艦、また数隻の駆逐艦が随行した。フォーミダブルとフューリアスが彼らの後退を援護した。この頃にフューリアスもまた、本国艦隊の給油艦から給油を受けていた。両護衛空母の離脱は、グッドウッド作戦の機雷投下の段階を中止せねばならないことを意味した。ビッカートンの艦尾は魚雷で破壊されており、救助の見込みはありそうであった。しかしながら部隊の司令官は2隻の無力化した船舶を護る必要に見舞われることを望まず、フリゲート艦は20時30分頃に自沈処分となった。ネイボブとビッカートンへの攻撃から少し経って、第894海軍飛行中隊のシーファイア群が2機のドイツ軍のブローム・ウント・フォスBV-138偵察機を撃墜した。

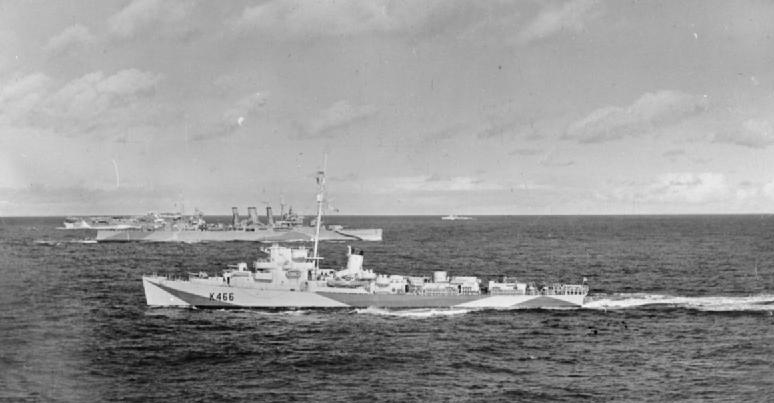
グッドウッド作戦で行動中の（手前より）HMSビッカートン、HMSケント、HMSトランペッター。写真はビッカートンが雷撃を受ける前に撮影された。（1944年8月）

8月22日の晩にかけて、インディファティガブルからの8機のファイアフライと6機の爆装したヘルキャットによる部隊が再びコーフィヨルドを襲った。ドイツ軍の防御を摩滅させる目的で行われる一連の小規模擾乱攻撃として企図された中の、これが最初であった。ドイツ軍は航空機がコーフィヨルド上空に到達した19時10分まで彼らを探知できず、ファイアフライのドイツ軍砲座に対する機銃掃射が1名のティルピッツ乗組員を戦死させ、10名を負傷させた。しかしながら、ヘルキャットの爆弾は戦艦に損害を与え損ねた。イギリス軍戦闘機群は帰投飛行の際にドイツ艦船やレーダー基地をも攻撃し、2隻の油槽船と1隻の補給船、また1隻の警ら艇に損傷を与えた。この襲撃で失われたイギリス軍航空機はなかった。

### 8月24日

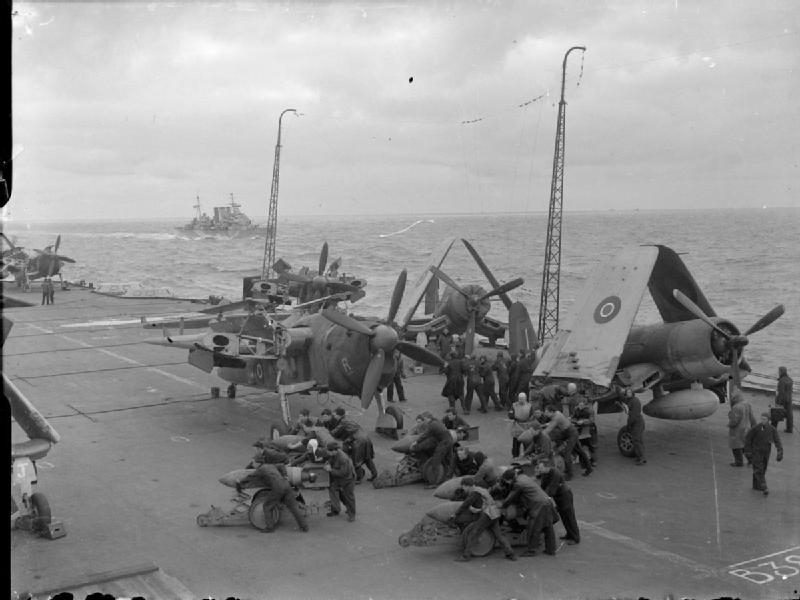
グッドウッド作戦で出撃に備える、HMSフォーミダブル上のバラクーダとイギリス艦隊航空隊仕様のF4Uコルセア。後方の艦はHMSベリック。（1944年8月）

8月23日、インディファティガブルによるラングフィヨルドのドイツ軍船舶への陽動攻撃計画を含む航空作戦は、霧に遭って中止された。8月24日の朝、他2隻の空母とその随伴部隊がムーアとインディファティガブルとに、ノルウェー沖合で再合流した。この日の天候は当初は霧がちであったものの、午後にはコーフィヨルド攻撃の許可が下りるに充分なほどの晴天となった。攻撃部隊は1,600ポンド（730キロ）徹甲爆弾を搭載した33機のバラクーダ、24機のコルセア（中の5機は1,000ポンド（450キロ）爆弾を搭載）、10機のヘルキャット、10機のファイアフライ、8機のシーファイアで構成されていた。奇襲を達成するための試みとして、航空機はこれまでの攻撃で利用されていたよりもさらに南方の地点で各空母から発艦した。その後に攻撃航空機は沿岸に並行して飛び、次いで陸地に接近して南からコーフィヨルドに迫った。ドイツ軍のレーダー基地は15時41分に部隊を探知し、直ちにティルピッツへ警報を発した。
イギリス軍の攻撃は16時に開始された。バラクーダとコルセアに5分間先行して飛行していたヘルキャットとファイアフライによるドイツ軍砲座への攻撃が端緒となった。ティルピッツの防御用煙幕は攻撃開始時には完全に形成されていなかったものの、バラクーダとコルセアの到達時には艦は煙幕でくまなく覆われていた。結果としてこれらの航空機は、5,000フィートから4,000フィート（1,500メートルから1,200メートル）の間の高度で装備を投下して艦を盲爆せざるを得なかった。ティルピッツに命中した爆弾は2発のみであった。1発目はヘルキャットから投下された500ポンド爆弾で、艦の「ブルーノ」主砲塔の屋根上で爆発した。その爆発で砲塔の上に設置されていた4連装20ミリ（0.79インチ）対空砲台が破壊されたものの、砲塔自体には重大な損傷を引き起こすことはなかった。艦を襲った2発目の爆弾は1,600ポンド（730キロ）徹甲爆弾で、5つの階層を貫通して無線室の水兵1名を戦死させ、配電室の近くに引っかかった。この爆弾は起爆せず、ドイツ軍の爆弾処理専門家連は後に、爆薬が部分的にのみ充填されていたと判断した。攻撃に関するドイツ軍の報告は、爆弾が炸裂していれば「測りがたい」損害を引き起こしていたであろうと判定した。イギリス軍戦闘機はまた、コーフィヨルド地域の他のドイツ軍船舶や施設をも攻撃し、2隻の警ら艇、1隻の掃海艇とレーダー基地に損害を与え、また弾薬集積所と対空砲台の3門の砲を破壊した。最後に残されていたティルピッツ搭載のアラド・Ar-196水上機はブクタ港で攻撃を受け、修理不能の損傷を受けた。4機のコルセアと2機のヘルキャットが攻撃の間に撃墜され、戦艦の乗組員は8名の戦死者と18名の負傷者を被った。コーフィヨルド周辺に駐留する対空砲部隊の死傷者は多数であった。

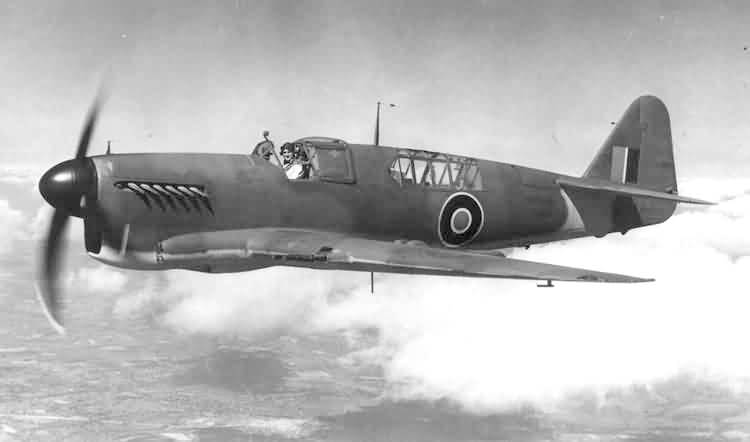
複座機のファイアフライは、戦闘に加えて偵察・哨戒任務に用いられた。

8月24日の19時30分、2機のファイアフライが攻撃の結果に関する情報を収集するため、コーフィヨルド上空で写真偵察飛行を実施した。それらの存在でドイツ軍はフィヨルドに煙幕を造り出し、激しい対空砲火を浴びせた。この日の別個の活動でU-354は、スループ船HMSマーメイドとHMSピーコック、フリゲート艦HMSロッホ・ダンベガン、駆逐艦HMSケッペルが関与した爆雷攻撃によりノールカップ北東沖で沈められた。
コーフィヨルドのドイツ軍司令部は、8月24日の攻撃を「疑う余地なくこれまでで最も激しく、また断固としたものであった」と判定し、フィンランド北部から戦闘機部隊を移して当地域の防御を強化するよう求めた。当時のドイツ軍戦闘機戦力に対する他からの需要で、要請は8月26日にドイツ空軍司令部により却下された。
強風と霧とがイギリス軍による8月25日から28日にかけての更なる攻撃を妨げた。8月25日にインディファティガブル、フォーミダブル、2隻の巡洋艦と7隻の駆逐艦が給油船から燃料補給を受けた。両巡洋艦はその後に部隊から離脱してスカパ・フローへ戻った。またデューク・オブ・ヨーク、フューリアス、1隻の巡洋艦と5隻の駆逐艦は、補給物資を積み込むためフェロー諸島へ向かった。艦隊を離れる前に、フューリアスは2機のバラクーダと1組のヘルキャット群をインディファティガブルへ移した。艦齢の高いフューリアスはもはや戦闘作戦をこなせないと判断されたので、当艦はフェロー諸島からスカパ・フローへ、巡洋艦また数隻の駆逐艦とともに移動した。8月29日、デューク・オブ・ヨークと残りの駆逐艦群がノルウェー北部沖合の本国艦隊の主力集団に再合流した。この時期に各飛行隊の整備要員が、8月24日の攻撃で損傷を受けた航空機の修理に努めていた。
JW-59輸送船団は8月25日にその旅程を完了し、船舶の大半はロシア北部のコラで波止場に入っていた。船団は8月20日から24日にかけてUボート群の攻撃を繰り返して受けており、随伴の軍艦と航空機は2隻の潜水艦を沈めていた。商船は全隻が無事に到着し、連合軍の唯一の損失は8月21日にU-344の雷撃を受けて沈んだスループ船のHMSカイトであった。

### 8月29日

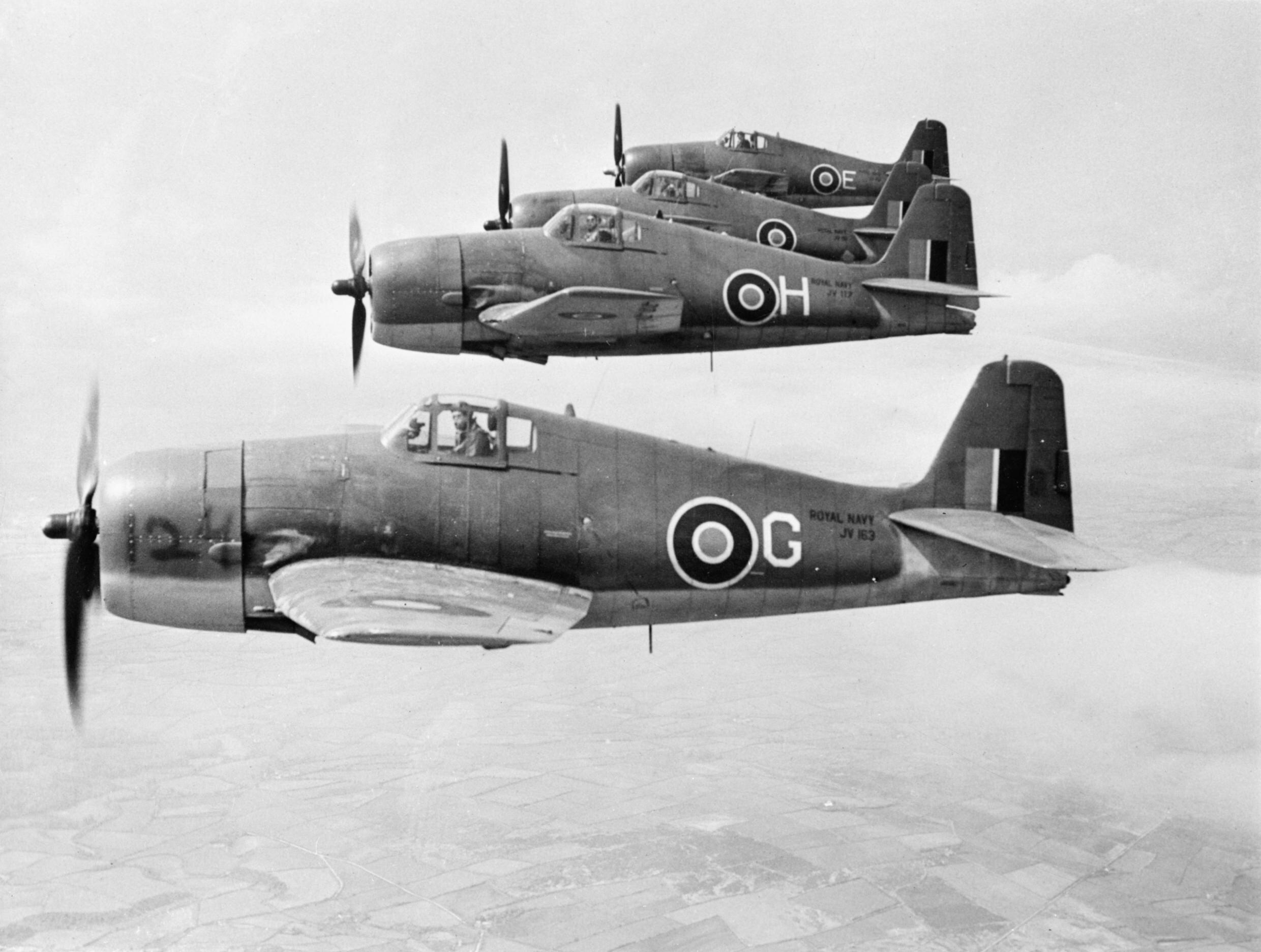
イギリス艦隊航空隊仕様のF6Fヘルキャット（第1840海軍飛行中隊所属）。（1944年6月）

「グッドウッド作戦」の最終攻撃は8月29日に行われた。打撃部隊は26機のバラクーダ、17機のコルセア（中の2機は1,000ポンド（450キロ）爆弾を搭載）、10機のファイアフライ
と7機のヘルキャットで構成されていた。7機のシーファイアがまた、ハンメルフェストへ陽動攻撃を行った。ティルピッツの周囲で人工煙幕が張られた際に正確な照準を爆撃機に示す試みとして、4機のヘルキャットには目標識別用の爆弾が搭載された。航空機群は15時30分に発艦を開始した。
イギリス軍航空機は奇襲を達成できなかった。ドイツ軍レーダー基地は本国艦隊の定常的な対潜水艦・戦闘機警戒活動を追跡しており、シーファイアは16時40分に、コーフィヨルドから54マイル（87キロ）地点にいるところを探知された。この報告に対応してコーフィヨルド周辺の煙幕発生装置が稼働し、フィヨルドの防衛要員は戦闘配置に赴いた。イギリス軍航空機の主力部隊のコーフィヨルド上空到達は予想以上の強風と誤誘導から遅れ、目標地点に着いたのは17時25分に至ってのことであった。この頃にはティルピッツは非常に厚い煙幕に覆われており、イギリス軍航空要員は誰も艦を目視しなかった。バラクーダとコルセアはコーフィヨルドを盲爆せざるを得ず、戦艦への直撃は達成されなかったものの、6名の乗組員が近着した爆弾の破片で負傷した。ドイツ軍艦船と砲座は再び戦闘機からの機銃掃射を受けたものの、重大な損害を被ることはなかった。ティルピッツからの激しい対空砲火がコーフィヨルド近傍の山に駐留する観測員の一団からの誘導を受けて、1機のコルセアと1機のファイアフライを撃墜した。
8月29日の襲撃に続いて本国艦隊は、8月28日にロシア北部を出立し、イギリスに向けて航行していたRA-59A輸送船団を護衛するため西方へ航行した。燃料不足からインディファティガブルと3隻の駆逐艦はこの日の遅くにスカパ・フローへ戻るため離脱し、フォーミダブルと2隻の駆逐艦が24時間後に続いた。デューク・オブ・ヨークと6隻の駆逐艦は9月1日の11時、輸送船団が攻撃に対して安全であると判断されるまで北極海に留まり続けた。
総計したグッドウッド作戦間のイギリス艦隊航空隊の死傷者は、40名の航空要員の戦死と17機の航空機喪失であった。ネイボブもまた、経済的に修復可能な範囲を越えていると判定されて任務から引き揚げられた。ドイツ側では、ティルピッツは表面的な損傷を被ったのみであった。

## その後

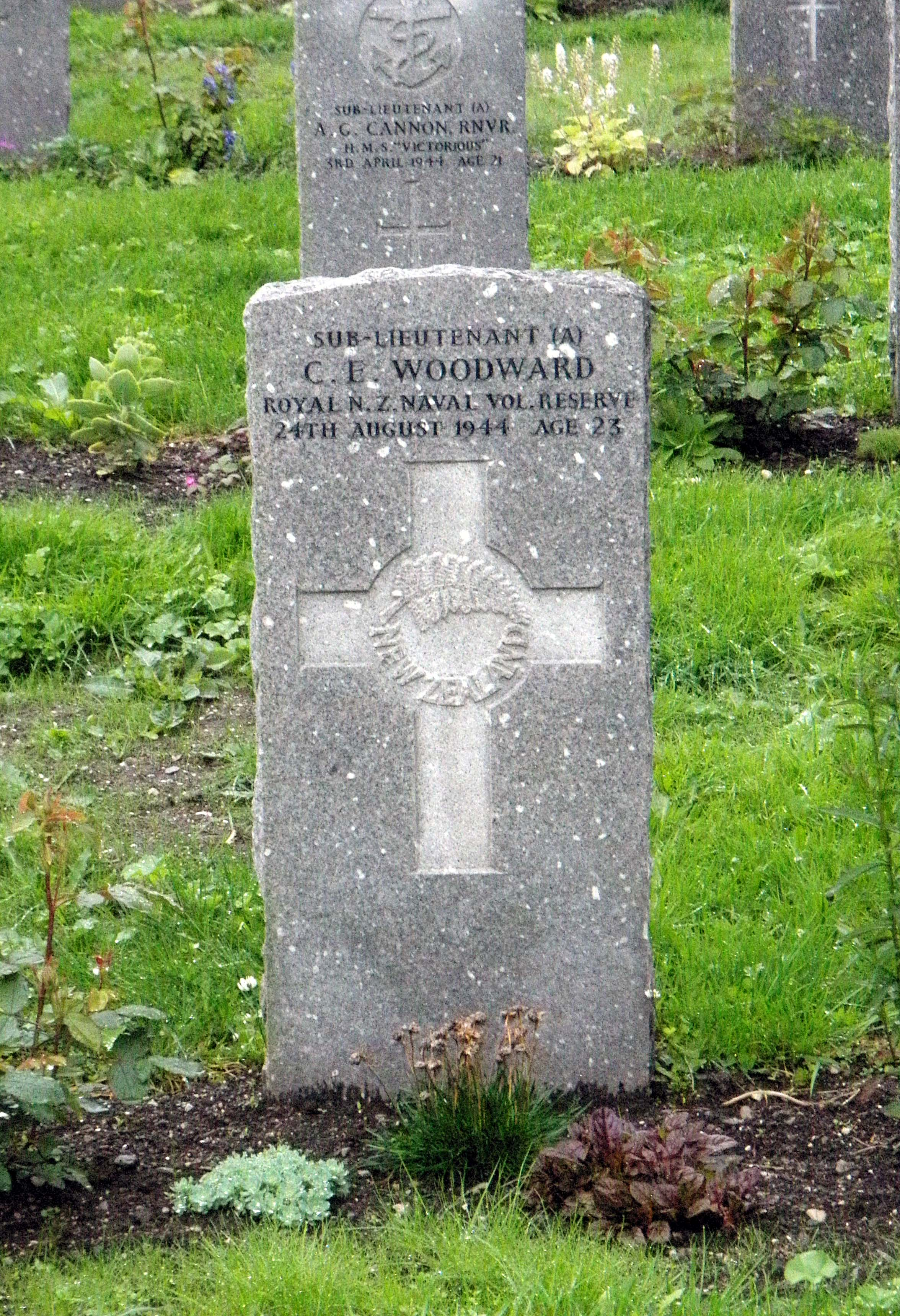
グッドウッド作戦の際にHMSフォーミダブルより出撃して戦死した第1841海軍飛行中隊のクライブ・ユースタス・ウッドワード中尉は、トロムソの共同墓地のコモンウェルス戦争墓地区域に埋葬された。（2013年）

8月29日の攻撃の後、イギリス軍は「ウルトラ」暗号情報を介して、ティルピッツが「グッドウッド作戦」の間に何ら重大な損傷を被っていなかったことを知った。公式声明でイギリス海軍は、コーフィヨルドへの攻撃で19隻のドイツ軍艦に損傷を与え、あるいは沈めたと主張したものの、ティルピッツに損傷を与えたと伝えることはなかった。
グッドウッド作戦の終局の時機にイギリス海軍の作戦立案者たちは、コーフィヨルドに対する更なる作戦をイギリス艦隊航空隊に命じないことを決めた。今や、バラクーダがティルピッツに到達できる前にドイツ軍は艦を煙幕で覆うことが可能であり、またそのような航空機は重大損害をもたらすに充分なほどの大型の爆弾を運搬できないと、立案者たちは認定した。空母から発艦するモスキート機を用いたコーフィヨルドへの攻撃について更なる考察がなされたものの、軽爆撃機は不足をかこち続けており、任務によく適しているとはいえないと判断された。加えて、対日戦におけるイギリスの寄与を強化するために空母群を太平洋へ移す必要性が高まっていた。

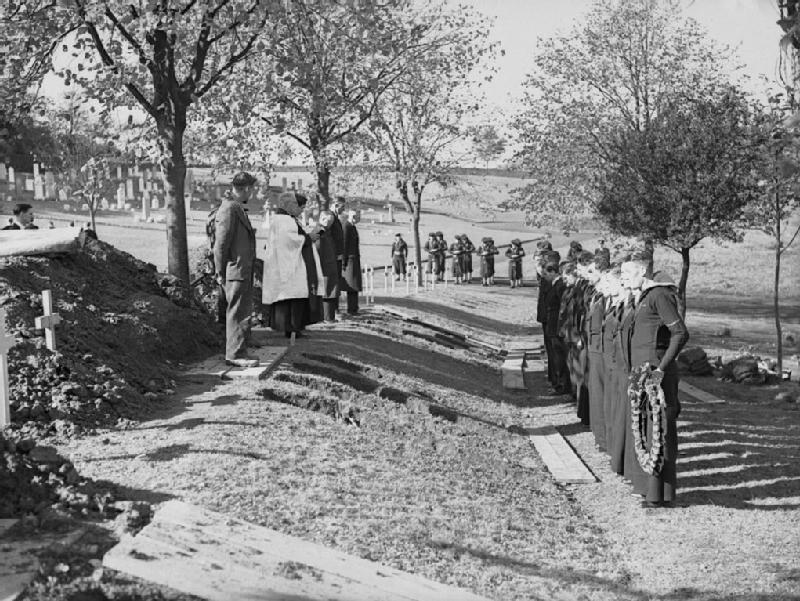
グッドウッド作戦の際に戦死したHMSネイボブ乗組員の合同葬儀が、ロサイスで執り行われている。（1944年9月30日）

ティルピッツは未だ海路輸送に対する脅威と考えられていたので、イギリス参謀本部委員会と連合国遠征軍最高司令官のドワイト・D・アイゼンハワー将軍は8月末に、イギリス空軍の重爆撃機を用いた艦への更なる攻撃を行う事を決定した。9月15日、アブロ・ランカスター機の部隊がロシア北部での給油を経てコーフィヨルドを攻撃し、戦艦に修復不能の損害を与えた（「パラヴェーン作戦」）。この攻撃を受けて艦は、固定の沿岸防御砲台として用いられるためトロムソ近傍の停泊地へ航行した。10月29日の新たな重爆撃機の攻撃は、小規模な損害を与えたのみであった（「オブヴィエイト作戦」）。11月12日に敢行された3度目の攻撃で、ティルピッツは数発のトールボーイ爆弾の直撃を受けて転覆し、多数の人命喪失を伴いながら沈没した（「カテキズム作戦」）。
歴史家はグッドウッド作戦を失敗であったと判断している。1961年の記述でイギリス公式戦史家のスティーヴン・ロスキルは、攻撃が「結果を強い失望とのみ分類しうる、一連の作戦」の終焉を示したとしており、バラクーダの欠点やその武装からティルピッツ撃沈の可能性は「微々たるもの」であったと結論した。同様に1969年にノーマン・ポルマーは、グッドウッド作戦が「おそらくFAA（イギリス艦隊航空隊）の第二次世界大戦における最も顕著な失敗であり、能力ある航空機の欠乏――バラクーダが低速に過ぎ、また効果的な攻撃を行うに充分なほど大型の爆弾を運搬できなかったという点に、直接に帰せられうるものである」と論じた。より近時では、マーク・ルウェリン・エヴァンスはグッドウッド作戦の結果を「悲しみの念を誘う」と評し、マーク・ビショップは「イギリス艦隊航空隊の戦時最大の作戦は（中略）失敗に終わった」と結論づけた。

## 注記